# Karavel
En karavel er i skibsterminologi betegnelsen for et fartøj med affladet agterspejl, og overbygning for og agter. Karavellen har 2-3 master med latinersejl eller med råsejl på de to forreste master. 
Skibstypen blev udviklet i Portugal i 1300-tallet og var i 1400-1600 udbredt i Middelhavsområdet. Portugal benyttede skibstypen ved de oceangående ekspeditioner. Christopher Columbus' ekspedition, der ledte til europæisk genopdagelse af Amerika blev gennemført med en flåde af karaveller, herunder skibet Pinta.

## Eksterne links
- Karavellen banede vejen for europæisk dominans. Videnskab.dk 2018
- Skibsbyggeri i 1400-tallet
- Middelalderskibe

| Vandsport/vandtransport | Spire Denne vandsports- eller vandtransportsartikel er en spire som bør udbygges. Du er velkommen til at hjælpe Wikipedia ved at udvide den. |